# Temesvár ostroma (1849)
Temesvár ostroma, amely 1849. június 11-étől augusztus 9-éig tartott, az 1848–49-es forradalom és szabadságharc délvidéki hadszínterének egyik legjelentősebb ütközete volt. A küzdelem, amelyben az ostromló magyarok részéről 12 000, a védő császáriak oldalán pedig 9 000 katona vett részt, a védők sikerével zárult, miután a temesvári csatavesztés után a magyar csapatok kénytelenek voltak elvonulni a vár alól.

## Előzmények
Temesvár a Bánság központja volt, a cs. kir. katonai közigazgatás bánsági főhadparancsnokságának székhelye volt. Jelentőségét nagyban növelték a szerepköréhez tartozóan itt felhalmozott lőszer- és fegyverkészletek. A Délvidéket Erdéllyel összekötő földrajzi elhelyezkedése miatt szintén kulcsfontosságú volt birtoklása. Ezek a szempontok a délvidéki polgárháború 1848 nyarán történt kirobbanása után kerültek napirendre az ország hadügyeit intéző körökben. A nyár folyamán a várőrséggel a magyar kormányzat rendelkezett, hadszertárát is igénybe vette, de a viszony már ekkor sem volt felhőtlen; a 2. (Schwarzenberg) ulánusezred térségben állomásozó csapatai egy idő után vonakodtak harcolni a szerb határőrök ellen.

### Az erőd története és állapota
A várat 1716-ban foglalták vissza a töröktől, 1718-ban pedig már meg is kezdték modernizációját, amely 1765-ben ért véget. Vaubani rendszerű felépítése 1849-ben már nem számított modernnek, de három soros védelmi rendszere így is kellő biztonságot nyújthatott a védők számára. A vár védelmének helyzete több szempontból sem volt ígéretes. Egyrészt a városból jövő vízvezetéket könnyen el lehetett vágni (a várban lévő kutak minősége rossz volt, és az erődben viszonylag kevés volt a bombabiztos kazamata, ahová a hadianyagot és az embereket lehetett volna elszállásolni és problémát jelentett az is, hogy a város gyorsan terjeszkedett, így a házak itt-ott már a falakig értek, megkönnyítve annak fedett megközelítését. További, inkább építészeti probléma volt, hogy a mocsaras környék miatt az egész vár folyamatosan süllyedt, így a bástyákon lévő ágyúk nem tudták hatékonyan fedezni az előműveket; bár pont emiatt nehezebb is volt a falakat lőni. Mindennek dacára azonban a vár védelme és állapota jó volt.

### A nyílt szakítástól a tavaszi hadjáratig

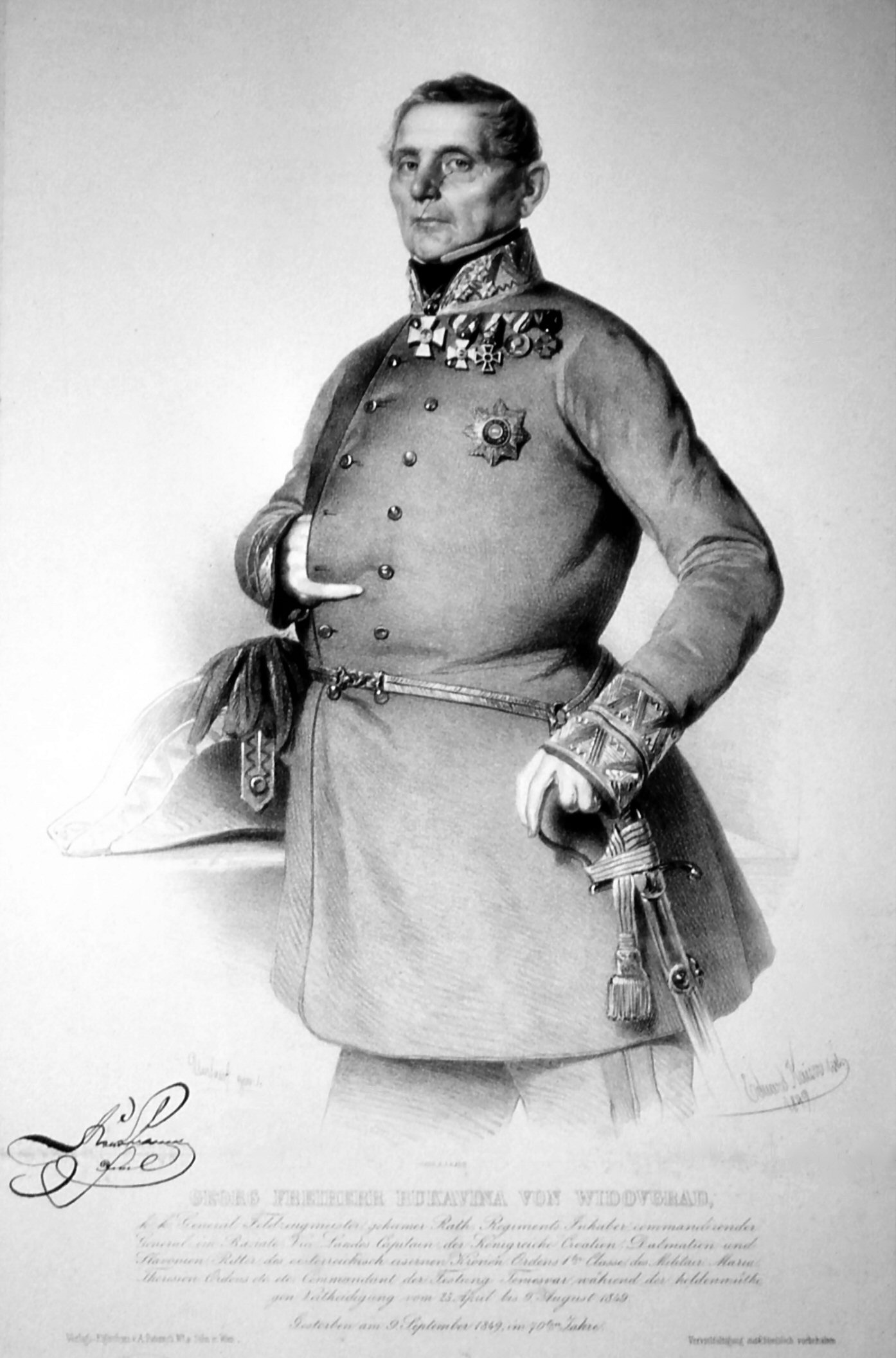
Georg Rukavina, Temesvár parancsnoka

Akárcsak a többi magyarországi erődnél, a temesvárinál is az október 3-i manifesztum hozott fordulatot. Az erőd parancsnoka, az akkor 71. életévében járó Georg Rukavina cs. kir. altábornagy a manifesztum hírének megérkezése után haditanácsot tartott, majd egy héttel később, 1848. október 10-én felmondta az engedelmességet a magyar kormányzatnak, és ostromállapotot hirdetett. A katonai igazgatást az egész Bánságra kiterjesztette. Csapatait megerősítette némi sorgyalogsággal, határőrökkel és a környéken szedett kb. 2000 újonccal. Erődítési munkákat végeztetett, készleteket gyűjtött, ágyúkat szereltetett fel egy későbbi ostromra, noha annak akkor még csakély volt a valószínűsége. A délvidéki harcokban októbertől jelentős tényezővé vált a temesvári várőrség: Rukavina egyszerre támogatta az aradi várőrséget, hódoltatta a környék településeit, és segítette a délvidéki osztrák-szerb erőket. Az erőd ostroma ekkor még szóba sem jöhetett; a várőrség kitöréseit Nagysándor csapatainak kellett volna megakadályozni, ebben azonban kevés sikerrel jártak. Novemberben, decemberben és februárban többször is sikerült feltörniük az Aradot ostromló magyar csapatok ostromzárát, így készletekkel láthatták el a várat. A helyzet még kedvezőbbre fordult, mikor a magyar hadvezetés a Délvidék kiürítése mellett döntött, hogy megkezdhessék a Felső-Tiszánál az összpontosítást.

### A vár elszigetelése

#### Bem és Perczel délvidéki hadműveletei

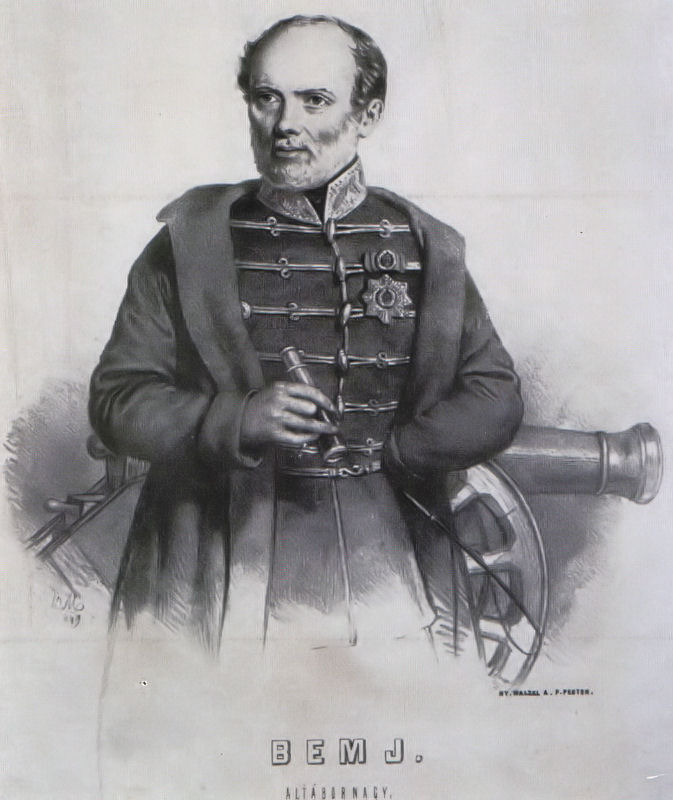
Bem József, a bánsági hadjárat egyik hadvezére

A vár viszonylag zavartalan életét nem is háborgatta semmi, mígnem 1849 áprilisában a hadi helyzet egyetlen hónap alatt megfordult. Christian zu Leiningen kb. 2000 fős dandárát az erdélyi sikerei után a Bánság felszabadítására törekvő Bem József üldözte vissza a várba; a bekerítése hajszálon múlott (pontosabban Vécsey nem küldött csapatokat az V. hadtestből, hogy elvághassa a visszavonulók útját – ez később mérges viszonyt eredményezett a két tábornok között). Ez az elmaradt siker jelentős győzelem lett volna ezen a hadszíntéren – és egyúttal a vár ostromában is –, mert a várőrség legjobb csapatai Leiningennél voltak. Bem bánsági hadjáratán kívül hatással volt e mellékhadszíntérre Perczel március-április során végrehajtott bácskai támadása is, melynek eredményeként április közepére a Drávától délre szorultak a szerb erők. Bem első feladata a Bánságban Temesvár elfoglalása volt, erre azonban hamar rájött, hogy nincs elég ereje. Ugyan április 27-én – egy nappal azután, hogy Leiningen bevonult a várba – elfoglalt egy külvárost, de ezután csapataival Freidorfra vonult vissza. Vécseyt hivatalosan is az ő parancsnoksága alá rendelték, és az Aradot ostromló sereg felét Temesvár zárolására irányították át, ez nagyjából 4400 főt jelentett. Bem ezt követően május 2-án Zsombolyán megbeszélést tartott Perczellel, amiben meghatározták a Bánság teljes megtisztítását célzó haditervet, másnap megadásra szólította fel a védőket, akik azt elutasították. Bem és Perczel sikeres támadásának eredménye az lett, hogy az egész Délvidéken csupán az elsáncolt Titeli-fennsík, az ostromlott Aradvár és Temesvár maradtak császári kézen.

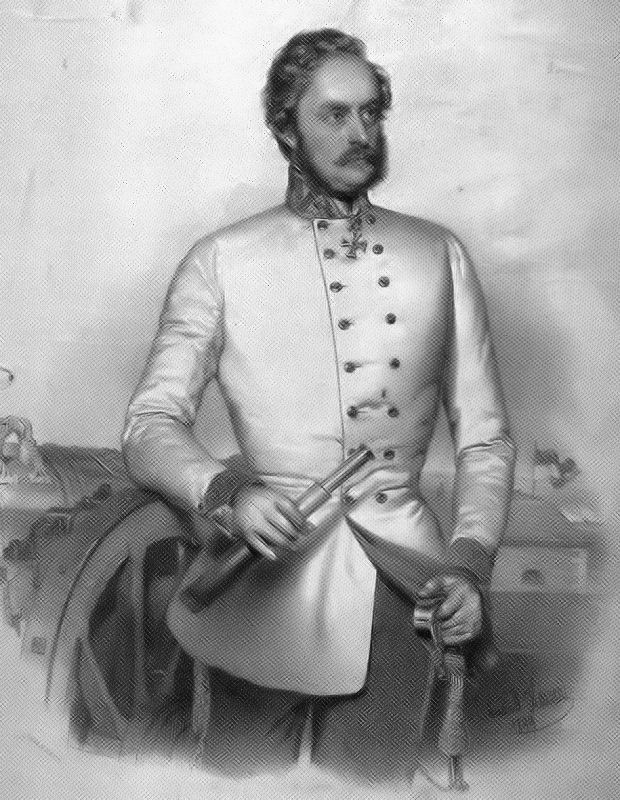
Christian zu Leiningen-Westerburg császári tábornok, a magyar oldalon harcoló Leiningen-Westerburg Károly nagybátyja

#### A várőrség erői
A várőrség 1849 áprilisában majdnem 9000 főt számlált – ebből 1000 lovas -, akik 213 különböző űrméretű löveggel is rendelkeztek. A körülzáró erők létszámhátránya ellenére a védők kitörései nem jártak komolyabb sikerrel, egyszer sem tudták érdemben veszélyeztetni az ostrom folytatását. A kitörések eleinte folyamatosak voltak. A vár alatt Bem csapataiból mindössze egy dandár maradt, mire az őrség kitört, de a május 12-én Freidorfnál vívott ütközet Vécsey csapatainak megjelenésével a magyar fél számára zárult győzelemmel. A védők nem tudták kihasználni az ostromlók létszámhátrányát, amíg lehetőségük volt rá. Aradvár bevétele után az ostromló sereg hadtestnyire duzzadt, és korlátozott lehetőségeik voltak csak a kitörésre.

#### Vécsey ostrom-előkészületei
Vécsey május 14-én azonnal elkezdte az ostrom előkészületeit. Csapataival igyekezett a környező településeket elfoglalni, hogy a vár körül a gyűrűt mind szorosabbra vonja. Egyúttal megkezdődtek a földmunkák és műszaki munkák is: a környék lakossága, naponta 1200 ember éjjel-nappal ásta a futó- és védőárkokat, tüzelőállásokat. A főhadiszálláson az ostrom tervezését Szabó István ezredes, Krivácsy József őrnagy és Teodor Dembiński százados végezte. A tervek tartalmazták a fő támadási irányokat, a megközelítést lehetővé tevő árkok és a tüzelőállások helyeit, elkészítésük határidejét is. A valódi ostrom elkezdéséhez persze szükség volt még ostromlövegekre és további gyalogos alakulatokra is, azonban Budavár bevétele (május 21.) és Aradvár átadásáról kezdeményezett tárgyalások június első felében megteremtették ezeket a lehetőségeket.

## Az ostrom

### Június 11-től augusztusig

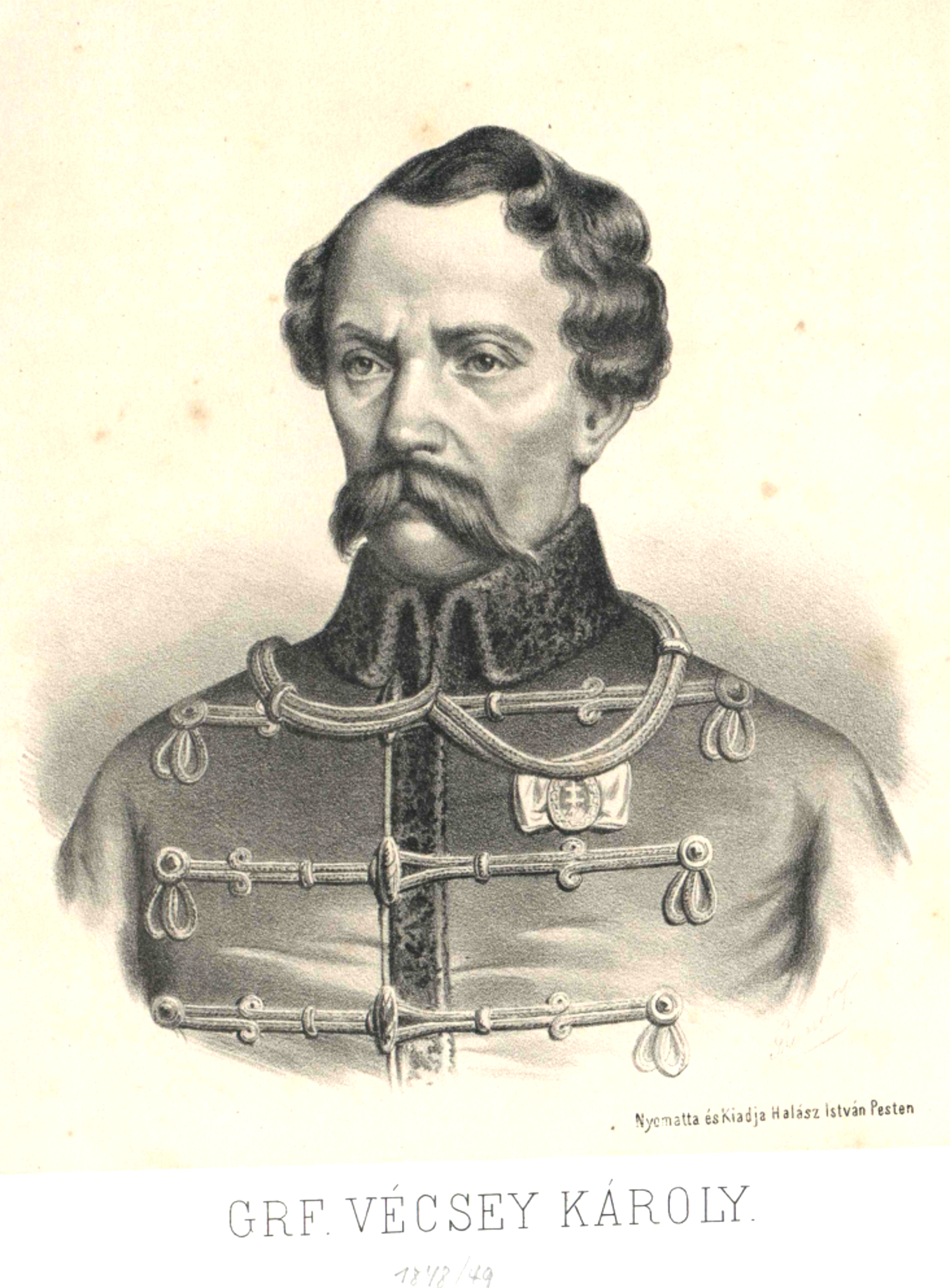
Vécsey Károly, az ostromsereg parancsnoka, egyike az aradi vértanúknak. Szamossy Elek litográfiája

A már korábban előkészített állásokba haladéktalanul be lehetett vontatni a lövegeket, és azonnal el lehetett kezdeni a vár lövetését. A tüzelés június 11-én kezdődött, és kisebb megszakításokkal egy hétig tartott. Vécsey ismét megadásra szólította fel a védőket június 16-án, de azok ismét elutasították. Az erődben a védőkön kívül azonban több ezer civil is volt, akiknek egy része eltávozhatott, miután erről a felek június 30-ig megállapodtak. Az erősítések egyre érkeztek, és amikor Aradvár helyőrsége megadta magát (július 1.), így az ottani csapatok is átvonulhattak Temesvár ostromseregéhez, a helyzet kritikussá kezdett válni. Vécsey csapatainak száma június végén elérte a 12.000 főt. A védők utolsó esélyeiket a június 30-án végrehajtott sikertelen, és a július 5-én hajnalban végrehajtott részleges sikerű kitöréssel játszották el. Ez utóbbi eredményeként időlegesen használhatatlanná tették a magyarok 4 tábori és 14 ostromlövegét, 54 fő veszteség árán, azonban még ezen a napon eddig nem tapasztalt intenzitású tüzelés kezdődött. A védők július 11-én újabb sikertelen kitörési kísérletet hajtottak végre, a honvédek pedig 19-én és 26-án támadták a sánctábort eredménytelenül. Július 19-én Kossuth meglátogatta az ostromló csapatokat, majd kifejezte megelégedését, és újabb ágyúkat ígért. Az intézkedések hatására július végére már 78 ostrom- és 30 tábori löveg ontotta a tüzet az erődre. Az ostromlók tüzérsége elsősorban a várost lőtte szét, a falak épek maradtak, így nem lehetett megrohamozni őket. A sikert mindenáron erőltették, hiszen a főhadszíntéren rosszul alakultak a dolgok, és ez az ostrom félbeszakításával fenyegetett. A vár bevétele után meg lehetett volna kezdeni az utolsó erdélyi erődnek – egyben az érchegységi népfelkelők utolsó bázisának –, Gyulafehérvárnak az eredményes ostromát, illetve egy hadtestnyi erő szabadult volna fel, amire a többi fronton is égető szükség volt.

### A védők helyzete

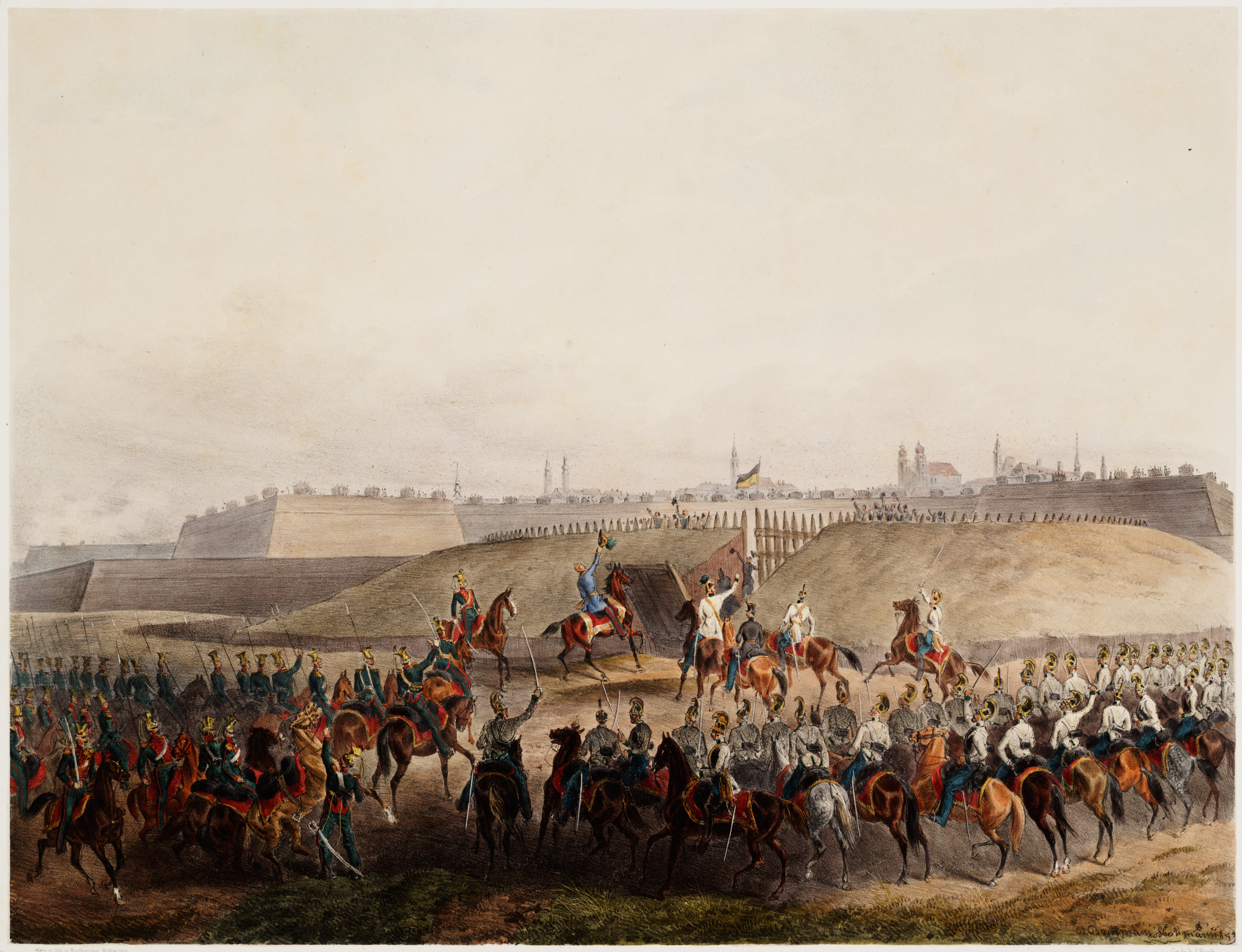
Haynau seregei felmentik Temesvárt

A vár védőinek helyzete válságos lett. A várat belülről teljesen szétlőtték, június 30-án tűzvész pusztított, mivel az egyik bástya lőszerraktárát eltalálta egy bomba. Az élelem elfogyott, az ostromlók elvágták a várba vezető vízvezetéket, így a vár kútjaiból kellett inniuk, aminek az eredménye számos járvány lett.

### A vár felmentése
A főhadszíntér eseményei azonban másképp alakultak. Vécsey parancsot kapott arra, hogy az ostromlövegek egy részét küldje vissza Aradra. Még mielőtt ezt megtette volna, augusztus 4-ről 5-re virradó éjjel megpróbálta rohammal bevenni az erődöt, de ezúttal sem járt sikerrel. Ezután Vécsey augusztus 7-én, Szeged feladásának hírére elkezdte az ostromlövegek elszállítását és a csapatainak az elvezénylését a vár alól. A várat két nappal később, Haynau mentette föl a temesvári csata után, az erőd eleste ekkor már csak napok kérdése volt.

## Összegzés
A császári hadvezetés a szabadságharc egyik legnagyobb fegyvertényének tekintette a vár sikeres védelmét – joggal. A kitüntetések záporoztak a védőkre, százak kaptak valamilyen jutalmat. A védők az ostrom során 500 főt vesztettek harcokban, és 2000-et járvány miatt. Ez utóbbiak közé tartozott Georg Rukavina is, a vár kapitánya, aki szeptember 9-én távozott az élők sorából.

## Külső hivatkozások
- Temesvár története
- Dr. Csikány Tamás: Várharcok az 1848/49-es magyar szabadságharcban
- Temesvár az erdélyi közérdekű adatbázisban